# 然別火山群
然別火山群（しかりべつかざんぐん）は、北海道鹿追町、上士幌町、士幌町にまたがる火山群である。大雪山国立公園に指定されている。

## 概要
然別湖南側の新期火山群は、安山岩、デイサイトからなる10個の溶岩ドームから構成され、火山活動は約30万年前以降で最新の活動は2万年前より新しい。南方に火砕流の堆積面が広がる。旧期の然別火山群は成層火山の北ペトウトル山と南ペトウトル山が湖の西で活動していた。
西ヌプカウシヌプリ溶岩ドームと東ヌプカウシヌプリ溶岩ドームがヤンベツ川の正面に成長したため堰止湖の然別湖が形成された
。
すべての溶岩ドームに登山道がある訳ではないが、主だったものには登山道がある。登山道にはガレ場(岩塊斜面)が多くナキウサギの姿が見られる。このガレ場が多くの風穴をつくり出し、そこから出入りする空気が影響して、2000ｍ級の高山に分布する高山植物が育つという特異な環境ができている。

## 構成火山と関連地形

新期然別火山群
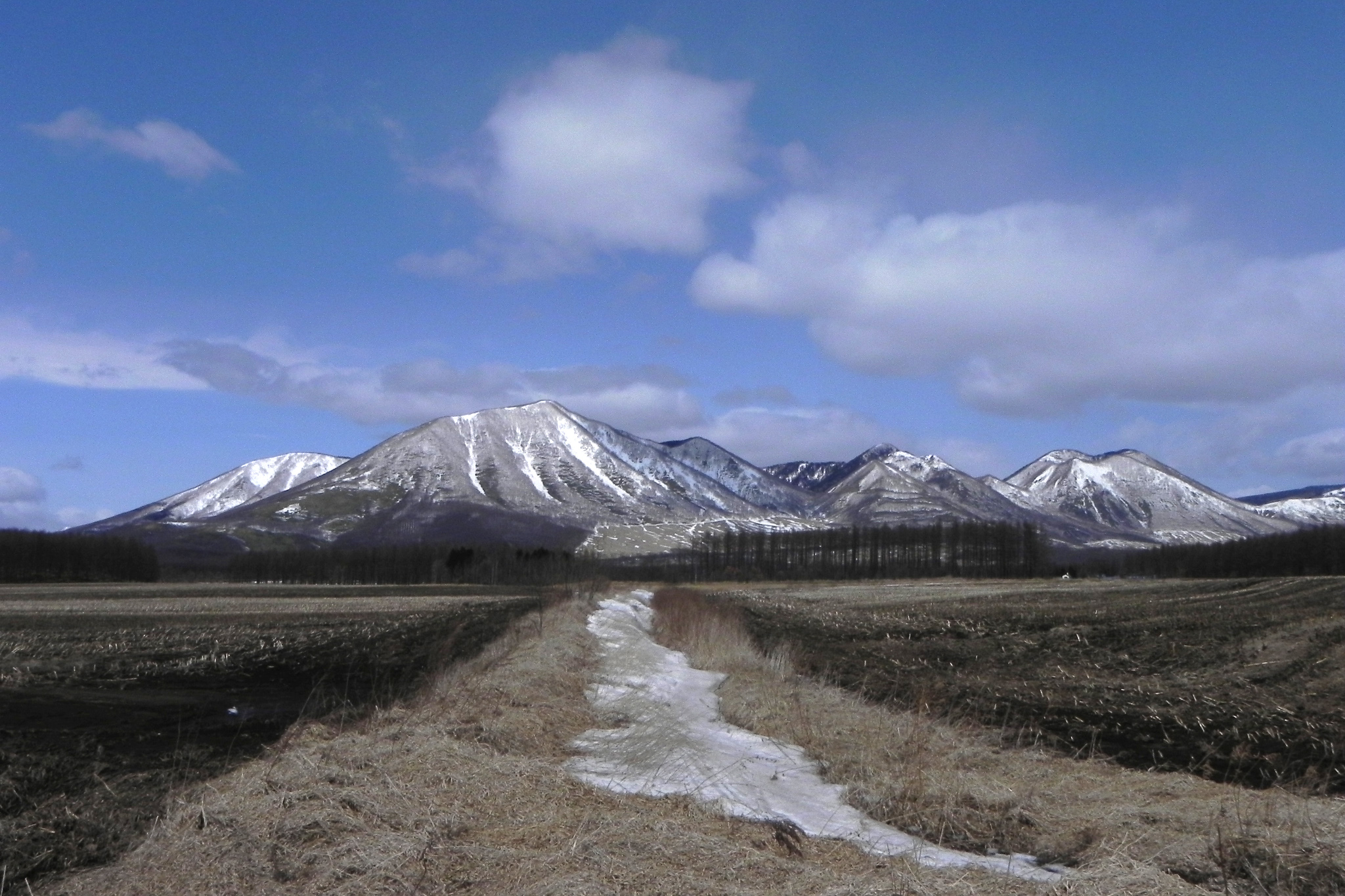
南南東より望む然別火山群 詳しくはこちらで
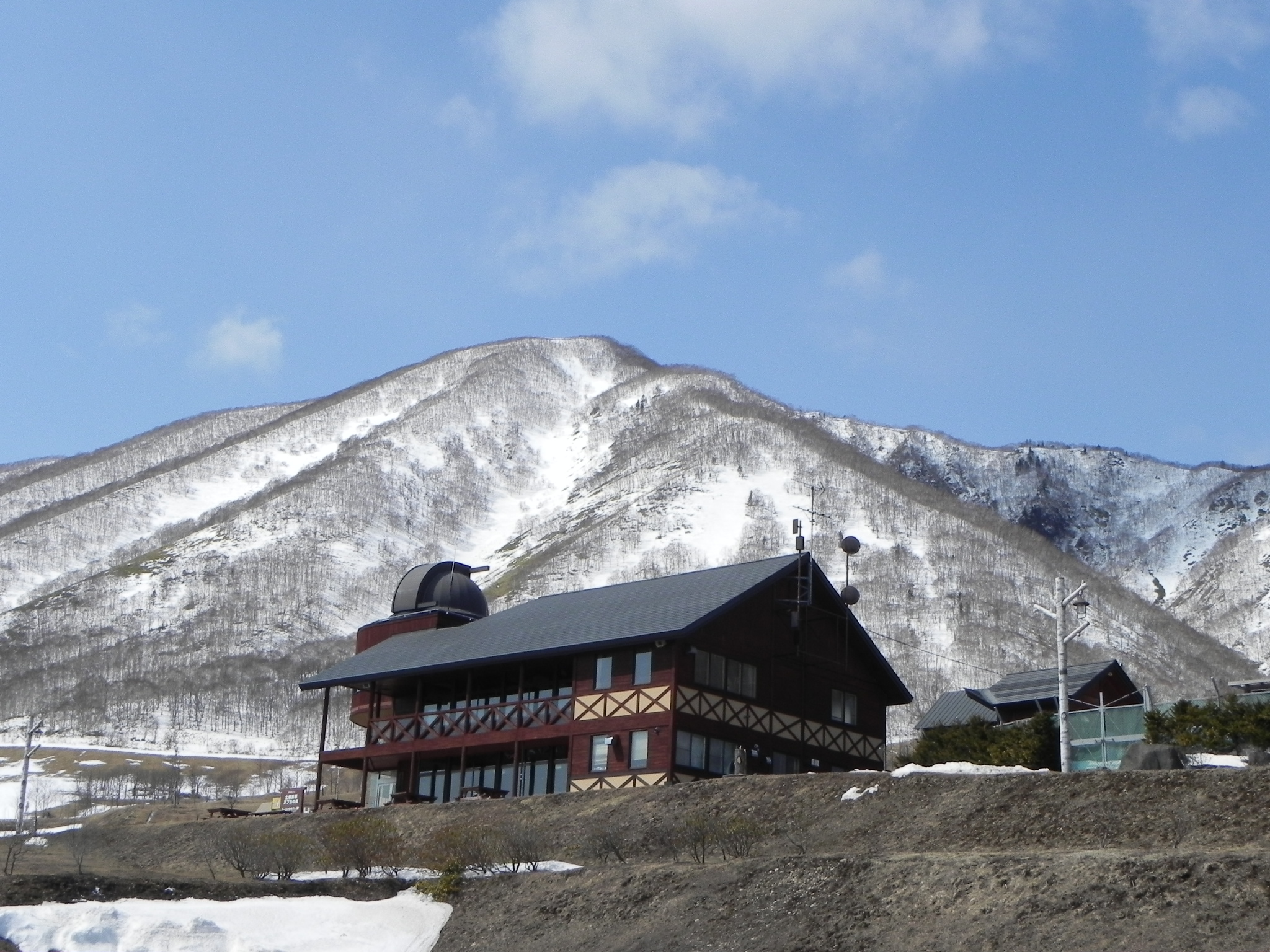
東ヌプカウシヌプリ
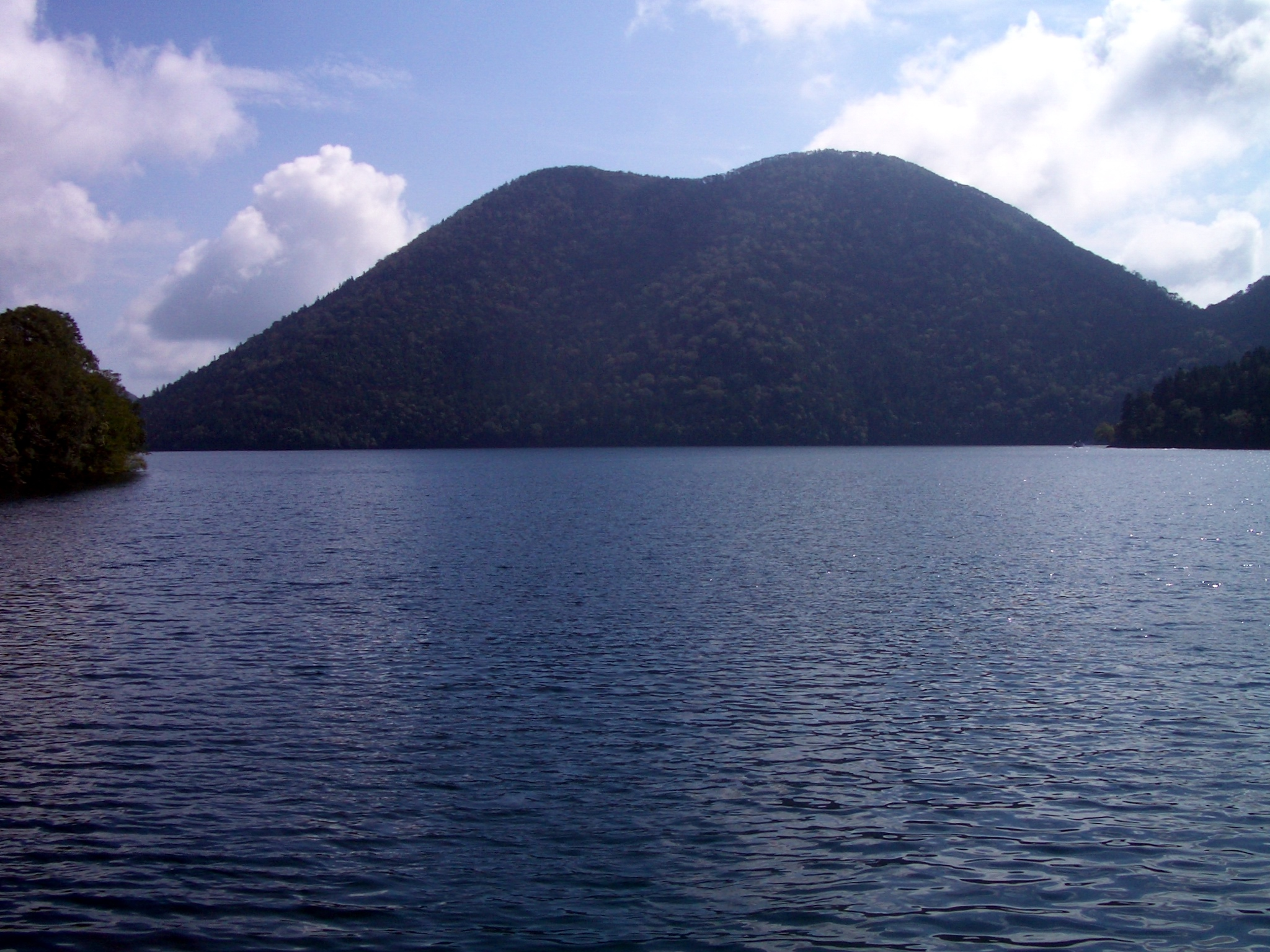
天望山溶岩ドームと然別湖
  - 西ヌプカウシヌプリ
  - 東ヌプカウシヌプリ
  - 白雲山
  - 天望山[6]
  - 岩石山
  - 東雲湖（爆裂火口）
  - 駒止湖（爆裂火口）など
- 旧期然別火山群
  - 北ペトウトル山
  - 南ペトウトル山
- 旧期より前の然別火山群（第四紀前期頃）[7]
  - ナイタイ山

- 新期然別火山群
- 南南東より望む然別火山群
詳しくはこちらで
- 東ヌプカウシヌプリ
- 天望山溶岩ドームと然別湖

旧期然別火山群
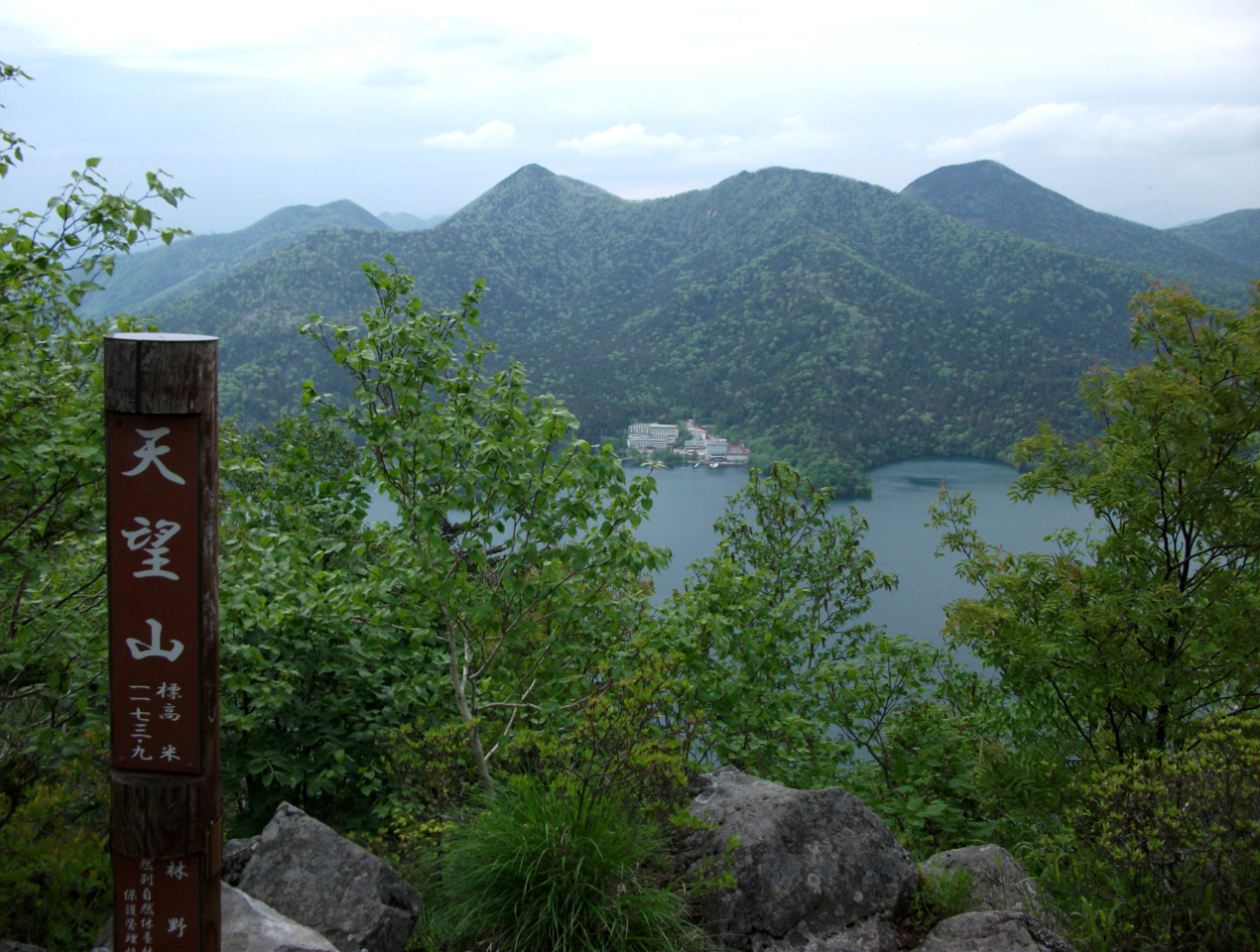
南ペトウトル山 天望山から
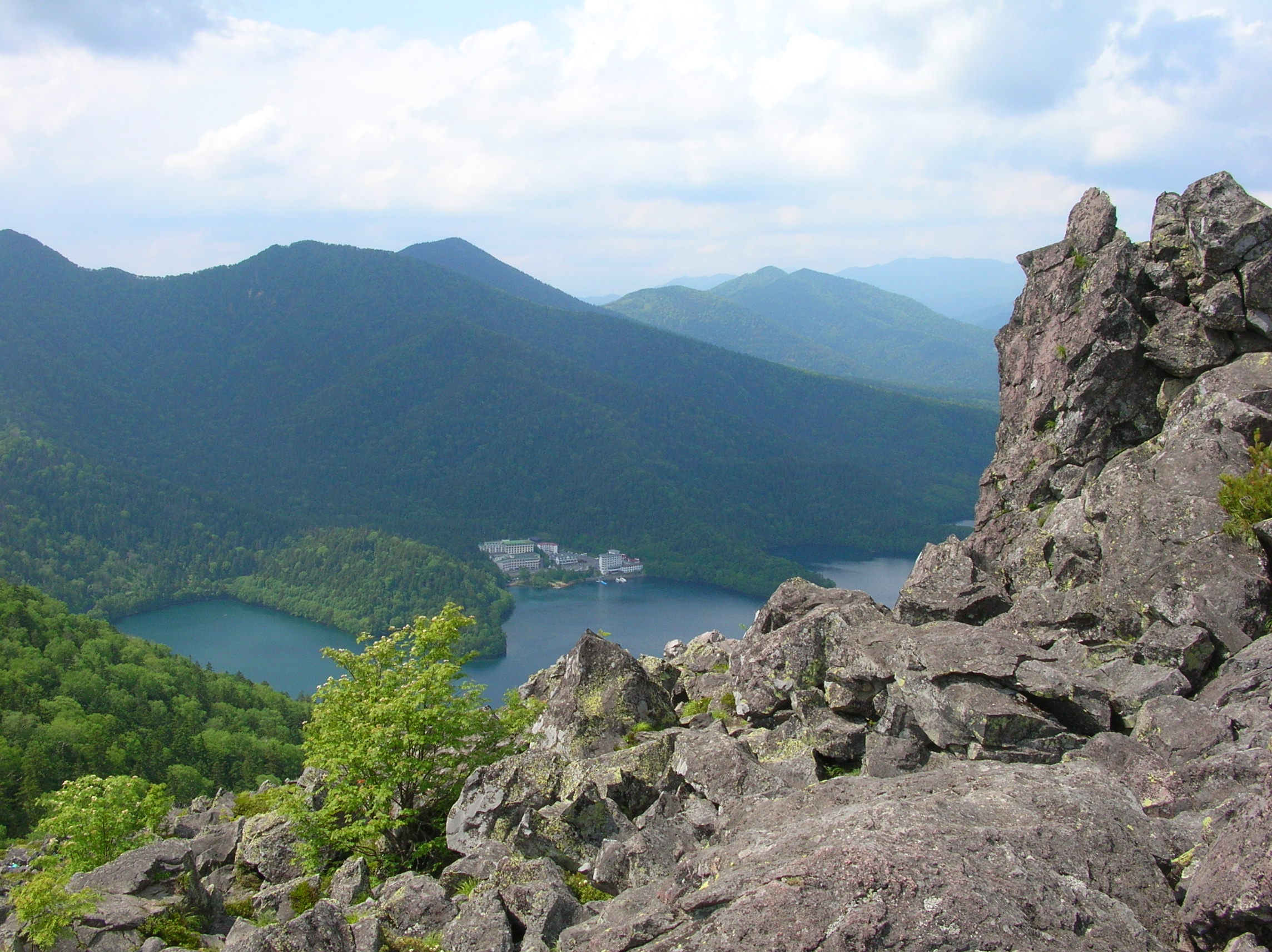
南ペトウトル山（右）と北ペトウトル山（左奥）白雲山から
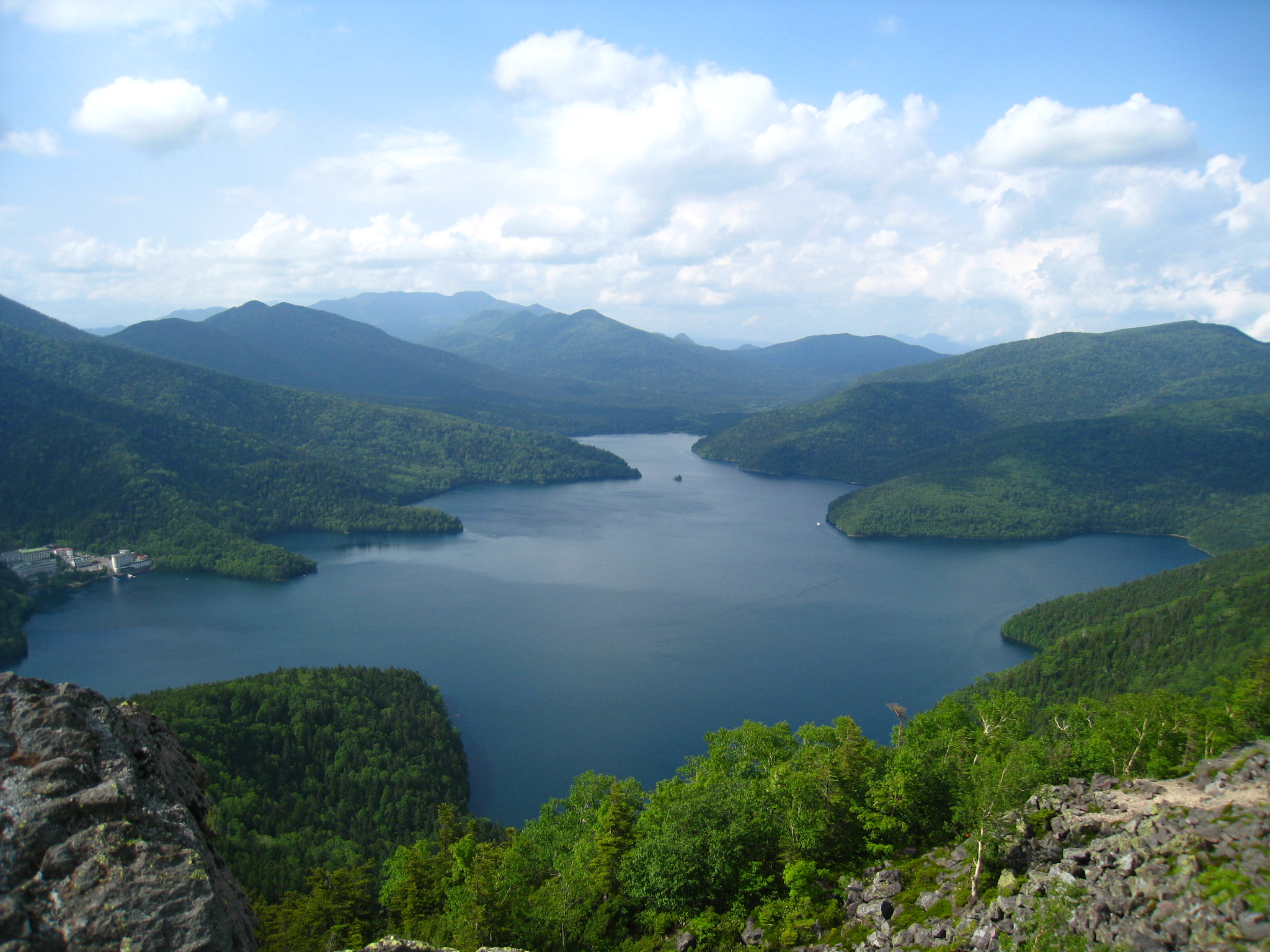
白雲山から然別湖 右に北ペトウトル山、右にナイタイ山（第四紀前期頃の成層火山[2][8]）